# Parda Suka (Wonosobo)
Parda Suka is een bestuurslaag in het regentschap Tanggamus van de provincie Lampung, Indonesië. Parda Suka telt 724 inwoners (volkstelling 2010).